# Площадь Республики (Париж)

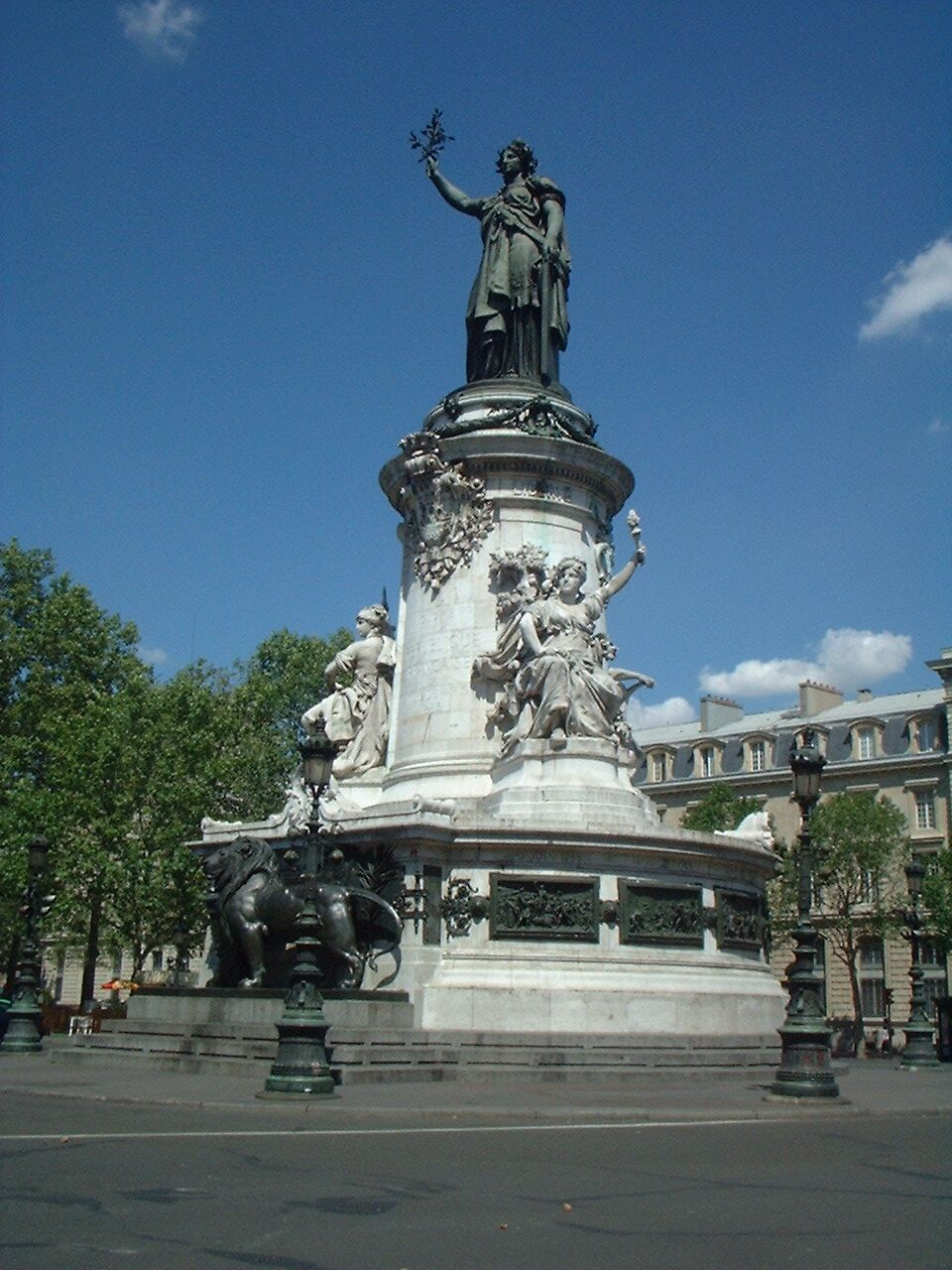

Площадь Республики (фр. Place de la République) — площадь в Париже, расположена на границе 3, 10 и 11-го округов. Размеры площади составляют примерно 340×100 м.
Ранее на месте площади проходила сооружённая во времена правления Карла V в XIV веке городская стена. Здесь находились ворота, укреплённые бастионом, Porte du Temple (названные по имени резиденции тамплиеров). В 1811 год Наполеон приказал украсить площадь фонтаном Fontaine du Château d’Eau.
Свою характерную прямоугольную форму площадь получила в 1854 году по распоряжению префекта и градостроителя барона Османа с целью использовать её для занятий строевой подготовкой. Нынешние бульвары Мажента и Вольтер выходили по прямой линии на площадь Республики, что не противоречило классическому облику города, но вместе с тем обеспечивало лучшую артиллерийскую защиту, чем привычные кривые улицы.
В центре площади возвышается Статуя Республики, сооружённая братьями Морис в 1880 году — дородная женская фигура в лавровом венке с оливковой веткой мира в поднятой руке, у ног которой, вокруг пьедестала, расположились женские фигуры с факелами и знамёнами в руках, символизирующие Свободу, Равенство и Братство, а внизу — бронзовый лев, в окружении горельефов, отображающих события из истории Франции.
В 2013-м году претерпела масштабную реконструкцию

## Улицы
Следующие улицы отходят от площади по часовой стрелке
- бульвар Мажента (boulevard de Magenta)
- улица Леон-Жуо (rue Léon-Jouhaux)
- улица Фобур дю Тампль (rue du Faubourg du Temple)
- авеню Республики (avenue de la République)
- бульвар Вольтер (boulevard Voltaire)
- бульвар дю Тампль (boulevard du Temple)
- улица дю Тампль (rue du Temple)
- бульвар Сен-Мартен (boulevard Saint-Martin)
- улица Рене Буланже (rue René Boulanger)

Ближайшая станция метро — «Репюблик» (линии 3, 5, 8, 9, 11).